# Hundestejlefamilien
Hundestejlefamilien (Gasterosteidae) er en familie af strålefinnede fisk med 5 slægter. Der er uenighed om antallet af arter da flere af arterne danner artskomplekser af nærtstående arter som er svære at afgrænse fra hinanden. Der er således angivelser af fra ca. 8 til 18 arter.
De lever på den nordlige halvkugle i både fersk- og saltvand.

## Beskrivelse
Medlemmer af hundestejlefamilien kan kendes på at de har fra 3 til 17 frie pigstråler foran rygfinnen. Der er også en pig forrest i gatfinnen, og hos flere arter i bugfinnerne. Nogle arter mangler bugfinner. De har ikke skæl, men de fleste arter har benplader i huden.

## Klassifikation
Familie: Gasterosteidae
- Slægt: Apeltes
- Slægt: Culaea
- Slægt: Gasterosteus
  - Gasterosteus aculeatus (Trepigget hundestejle)
- Slægt: Pungitius
  - Pungitius pungitius (Nipigget hundestejle)
- Slægt: Spinachia
  - Spinachia spinachia (Tangsnarre)